# Йоахім Кунц
Йоахім Кунц (нім. Joachim Kunz, 9 лютого 1959) — німецький важкоатлет.
Олімпійський чемпіон 1988 року в категорії до 67,5 кг, срібний призер 1980 –67.5 kg року.